# Piertinluoppal
Piertinluoppal är en sjö i Jokkmokks kommun i Lappland och ingår i Luleälvens huvudavrinningsområde. Sjön har en area på 0,218 kvadratkilometer och ligger 372 meter över havet.

## Delavrinningsområde
Piertinluoppal ingår i det delavrinningsområde (739080-164711) som SMHI kallar för Ovan VDRID = Vapsajåkkå i Pärlälvens vattendragsy*. Medelhöjden är 376 meter över havet och ytan är 2,92 kvadratkilometer. Räknas de 63 avrinningsområdena uppströms in blir den ackumulerade arean 1 331,49 kvadratkilometer. Pärlälven som avvattnar avrinningsområdet har biflödesordning 3, vilket innebär att vattnet flödar genom totalt 3 vattendrag innan det når havet efter 233 kilometer. Avrinningsområdet består mestadels av skog (72 procent). Avrinningsområdet har 0,58 kvadratkilometer vattenytor vilket ger det en sjöprocent på 19,7 procent.